# Kutry pancerne typu PM
Kutry pancerne typu PM – typ węgierskich rzecznych kutrów pancernych z okresu II wojny światowej, używanych na Dunaju. Z planowanej serii sześciu jednostek, do służby podczas wojny weszła jedna: PM-1, a dalsze trzy według zmienionego projektu ukończono po wojnie. 

## Historia
Węgry posiadały w okresie międzywojennym jedynie marynarkę wojenną na Dunaju, której główną siłą były kutry pancerne wywodzących się jeszcze z I wojny światowej. Podczas II wojny światowej przystąpiono do budowy nowych szybkich kutrów pancernych typu PM. W ich konstrukcji wykorzystano kompletne wieże czołgu Turán I z armatami przeciwpancernymi kalibru 40 mm. Prototypowy okręt PM-1 został zbudowany w 1940 roku w stoczni Ganz, Danubius & Co w Budapeszcie. W latach 1942–43 rozpoczęto budowę dalszych pięciu jednostek PM-2 do PM-6, lecz nie zostały one ukończone przed końcem wojny, a kadłuby już wodowanych kutrów zatopiono.
Po II wojnie światowej podniesiono kadłuby trzech okrętów. W 1949 wcielono do służby PM-3 pod nowym oznaczeniem PN-11, zmodyfikowany z zastosowaniem uzbrojenia pochodzenia radzieckiego. W 1956 roku wcielono do służby dwa ostatnie, ukończone według zmodernizowanego projektu, pod oznaczeniami PN-31 i PN-32.

## Opis

### Opis ogólny i architektura
Okręty miały typowy dla jednostek rzecznych gładkopokładowy kadłub o niskich burtach. Na śródokręciu była niska nadbudówka w formie opancerzonej kazamaty, przechodząca w pokładówkę nad maszynownią. W przedniej części nadbudówki była sterówka z okienkami zamykanymi klapami, a za nią na dachu nadbudówki znajdowała się wieża czołgowa. Po bokach nadbudówki na każdej burcie była kazamata dla karabinu maszynowego, z trzema strzelnicami umieszczonymi pod różnymi kątami. Z tyłu pokładówki była druga wieża czołgowa. Rufa była pawężowa. Załoga liczyła 16 ludzi.
Wyporność okrętów wynosiła 38 ton. Długość całkowita wynosiła 28 m, szerokość 3,7 m, a zanurzenie 0,6 m.

### Uzbrojenie
Pierwotne uzbrojenie okrętów stanowiły dwie armaty przeciwpancerne kalibru 40 mm. Uzupełniało je sześć karabinów maszynowych kalibru 8,3 mm (nominalnie 8 mm), w tym dwa w każdej wieży i po jednym w kazamatach burtowych. Burtowe karabiny maszynowe mogły strzelać przez jedną z trzech strzelnic.

### Opancerzenie
Kadłub chroniony był w obrębie centralnej cytadeli, obejmującej nadbudówkę, maszynownię i komory amunicyjne. Burty miały grubość 13 mm, a pokład 20 mm. Nadbudówka i wieże były chronione pancerzem grubości 40 mm.

### Napęd
Okręty napędzały oryginalnie trzy silniki wysokoprężne Junkers o mocy łącznej 460 KM. Prędkość maksymalna wynosiła 20,5 węzła. Na większych prędkościach jednak pojawiały się trudności w sterowaniu, gdyż dziób wychodził nad wodę, zasłaniając widoczność ze sterówki.

## Służba
Tylko kuter PM-1 wszedł do służby węgierskiej przed końcem II wojny światowej. Brał udział po stronie państw osi w walkach z radziecką Armią Czerwoną i 25 listopada 1944 roku został uszkodzony przez artylerię koło wyspy Czepel. W maju 1945 kuter skapitulował przed wojskami amerykańskimi.
Po II wojnie światowej, w 1949 wszedł do służby Węgierskiej Republiki Ludowej kuter PN-11, ze zmodyfikowanym uzbrojeniem, a w 1956 roku zmodernizowane PN-31 i PN-32. Zostały wycofane w 1973 roku.